# Na Kocourkách
Na Kocourkách je přírodní rezervace poblíž obce Dobelice v okrese Znojmo v nadmořské výšce 315–332 metrů. Oblast spravuje Krajský úřad Jihomoravského kraje. Důvodem ochrany jsou teplomilná rostlinná společenstva se zastoupením řady vzácných a ohrožených druhů rostlin a živočichů. Z rostlin se zde vyskytují např. kosatec písečný (Iris arenaria), koniklec velkokvětý (Pulsatilla grandis) a luční (Pulsatilla pratensis), divizna brunátná (Verbascum phoeniceum), pryskyřník illyrský (Ranunculus illyricus), zlatovlásek obecný (Aster linosyris), z živočichů kudlanka nábožná (Mantis religiosa), ještěrka obecná (Lacerta agilis), pěnice vlašská (Sylvia nisoria). Na králičí nory je vázán vzácný listorohý brouk Trox eversmanni či střevlík Pristonichus terricola.

## Galerie

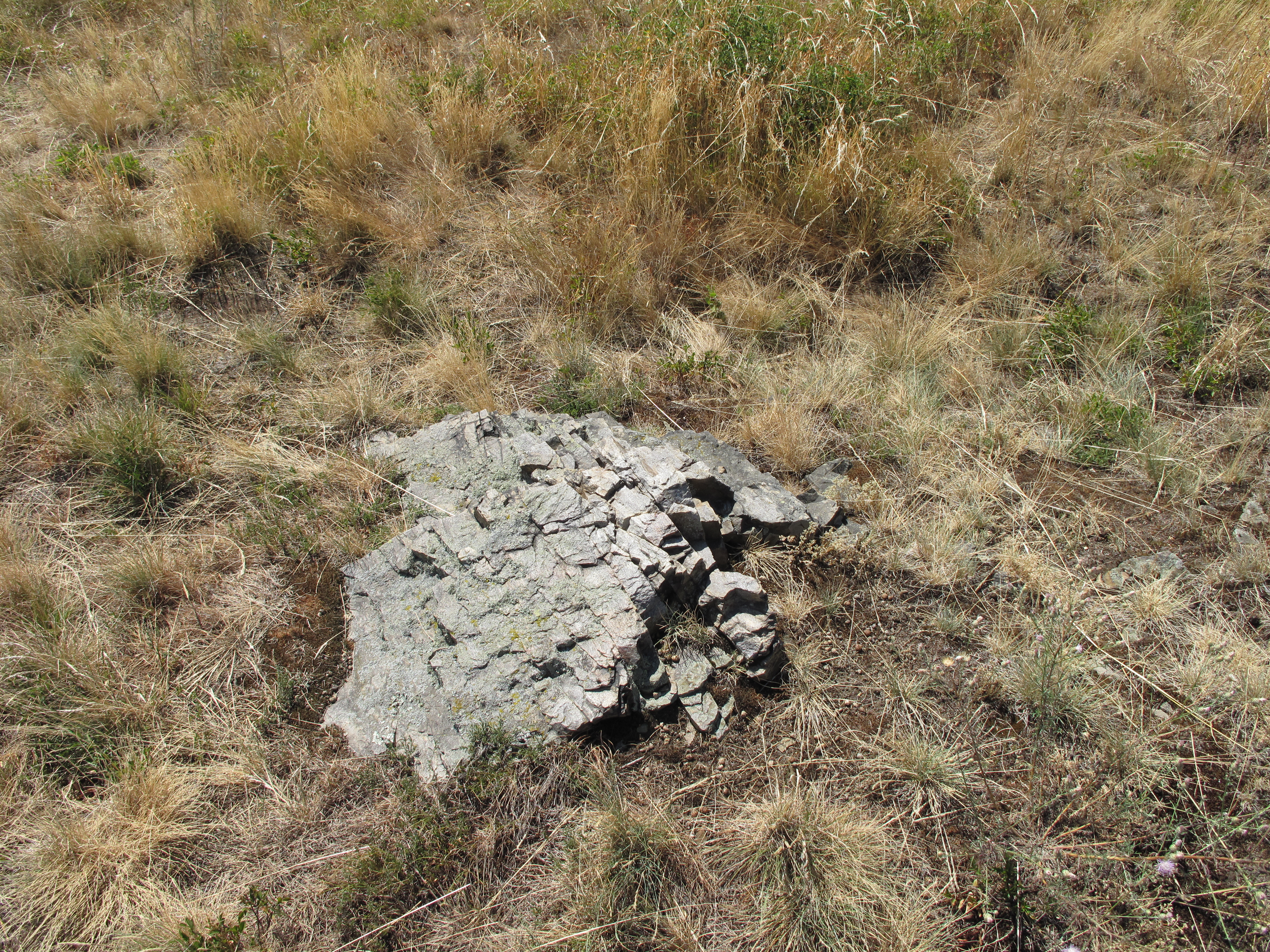
Skalní výstup
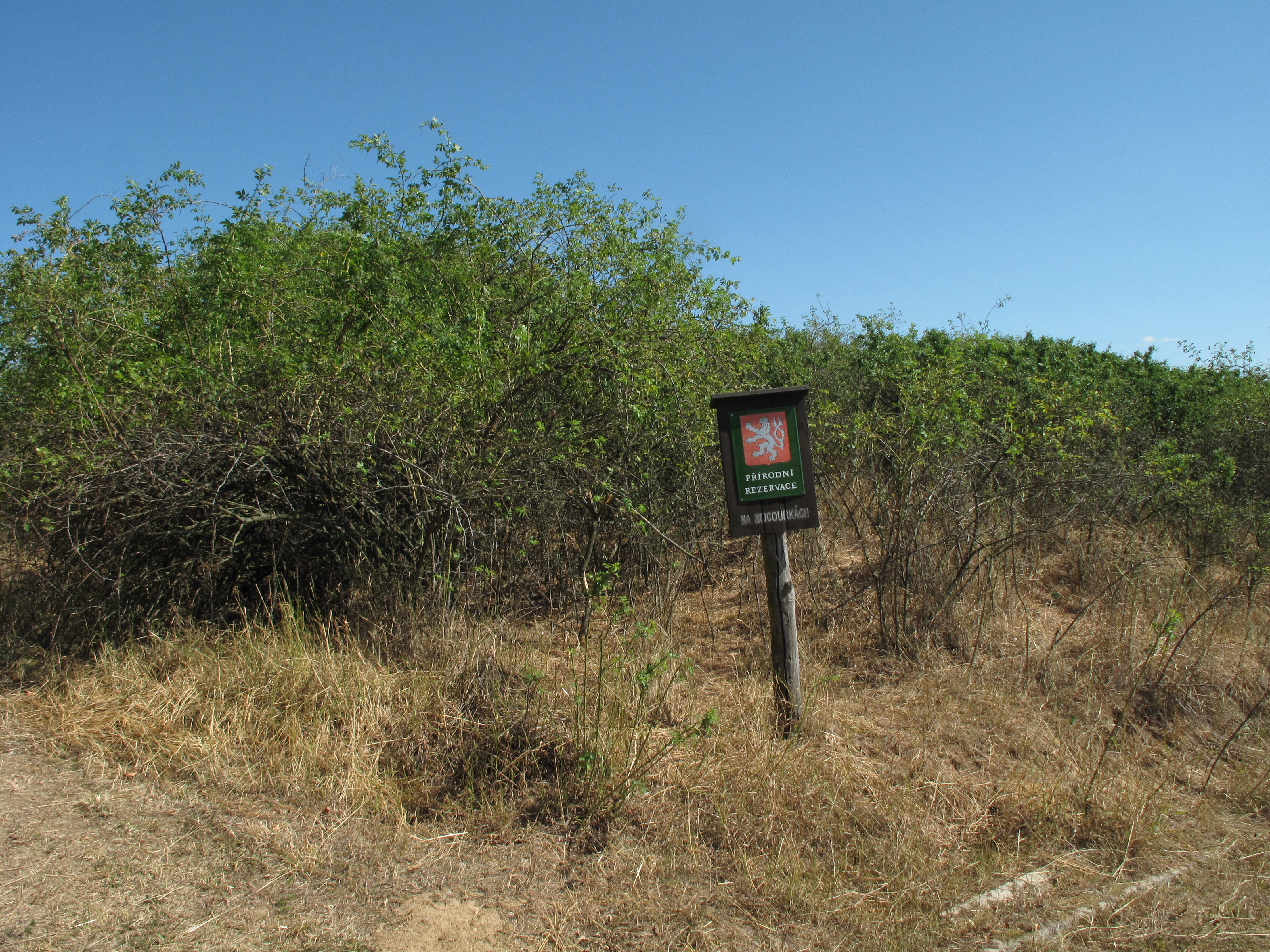
Cedule
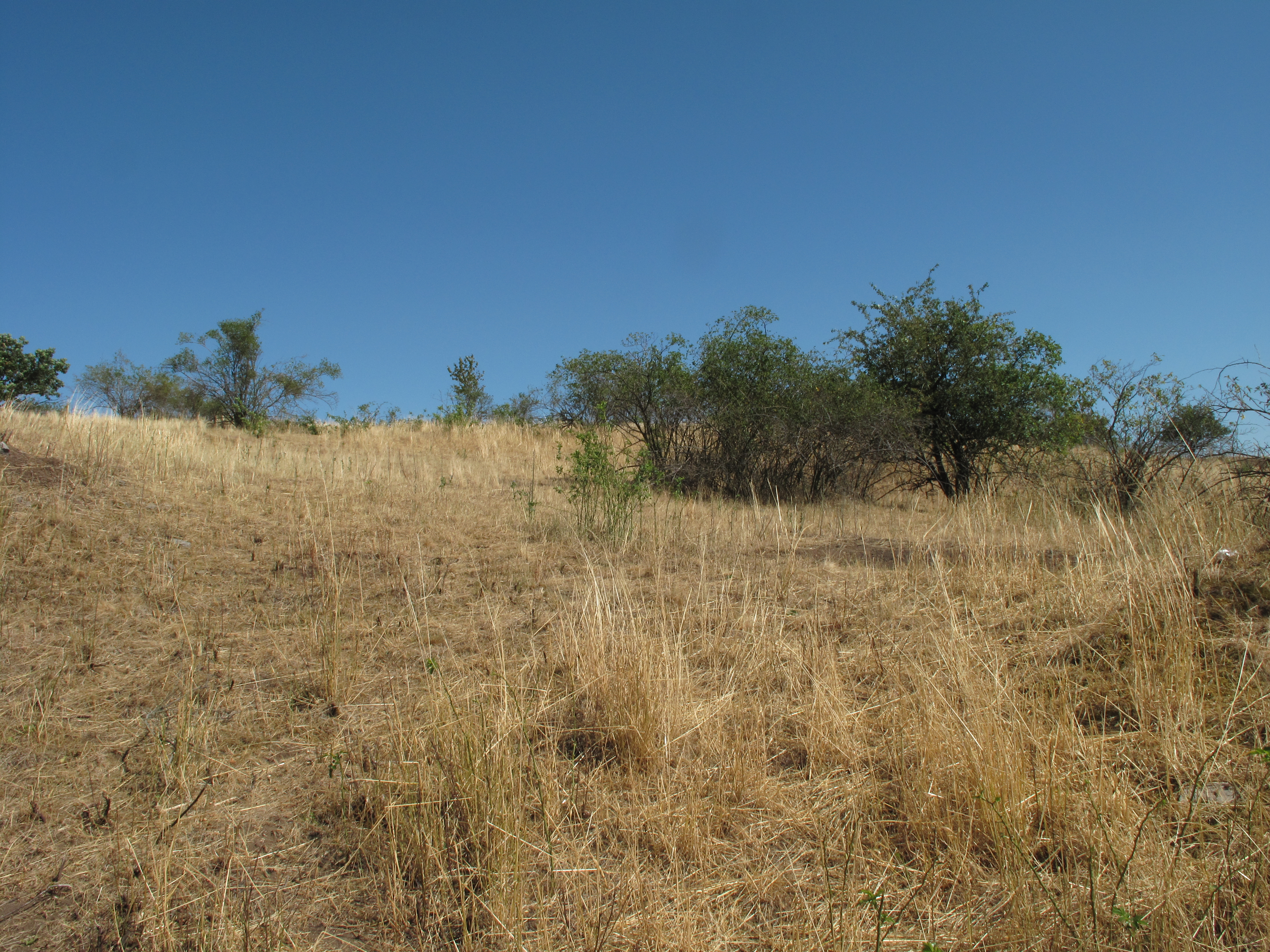
Step
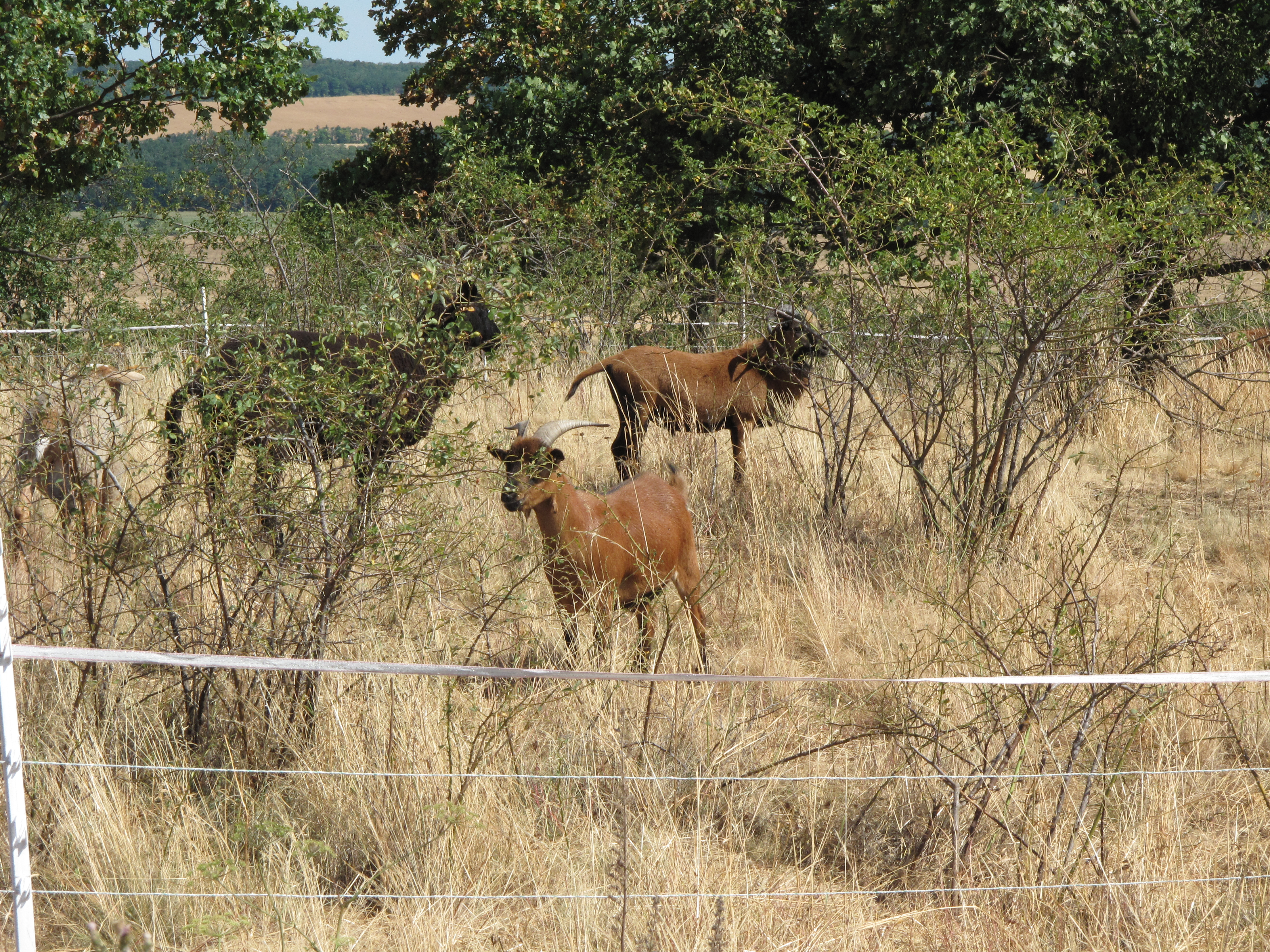
Kozy ve výběhu
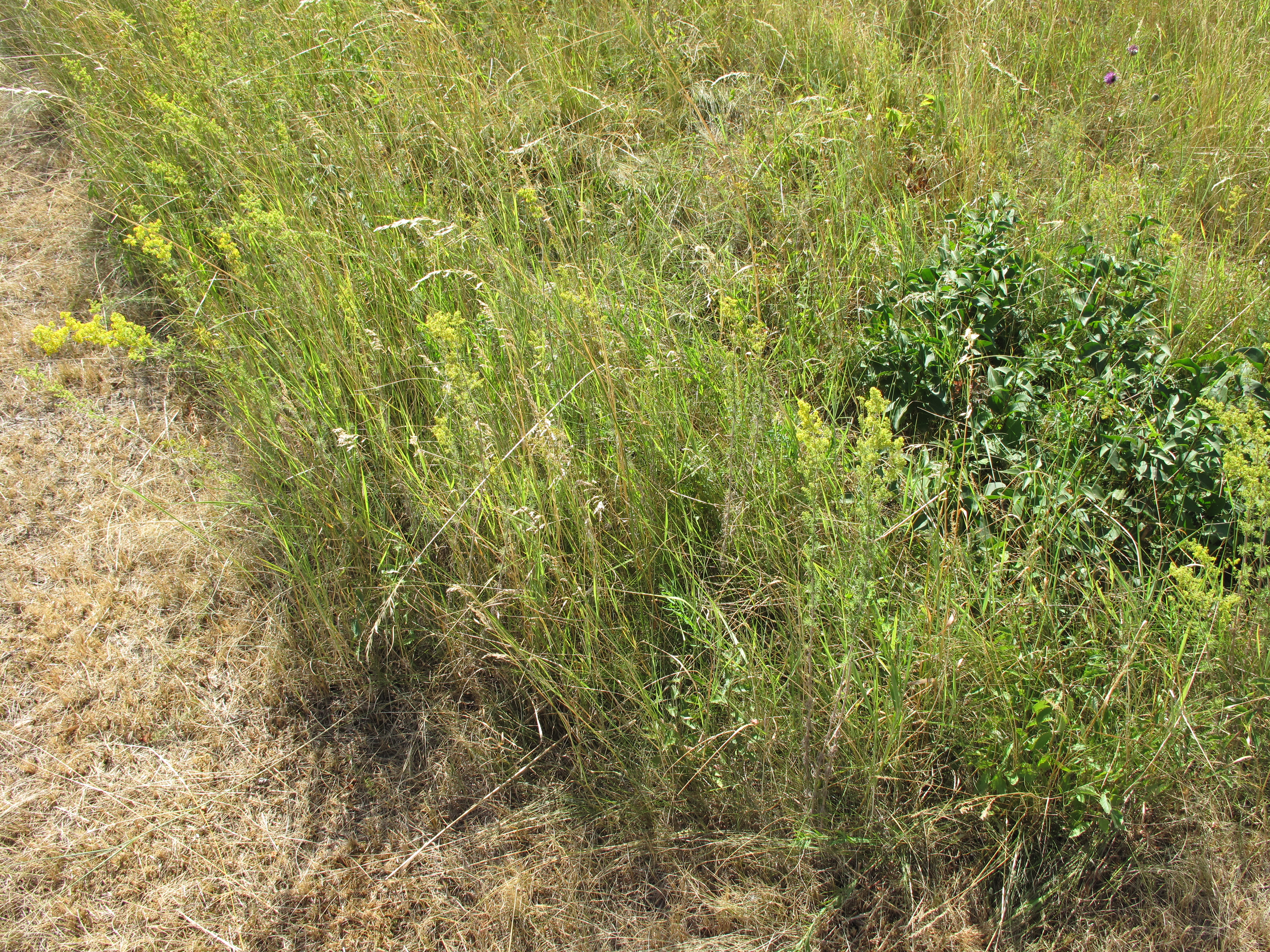
Tráva
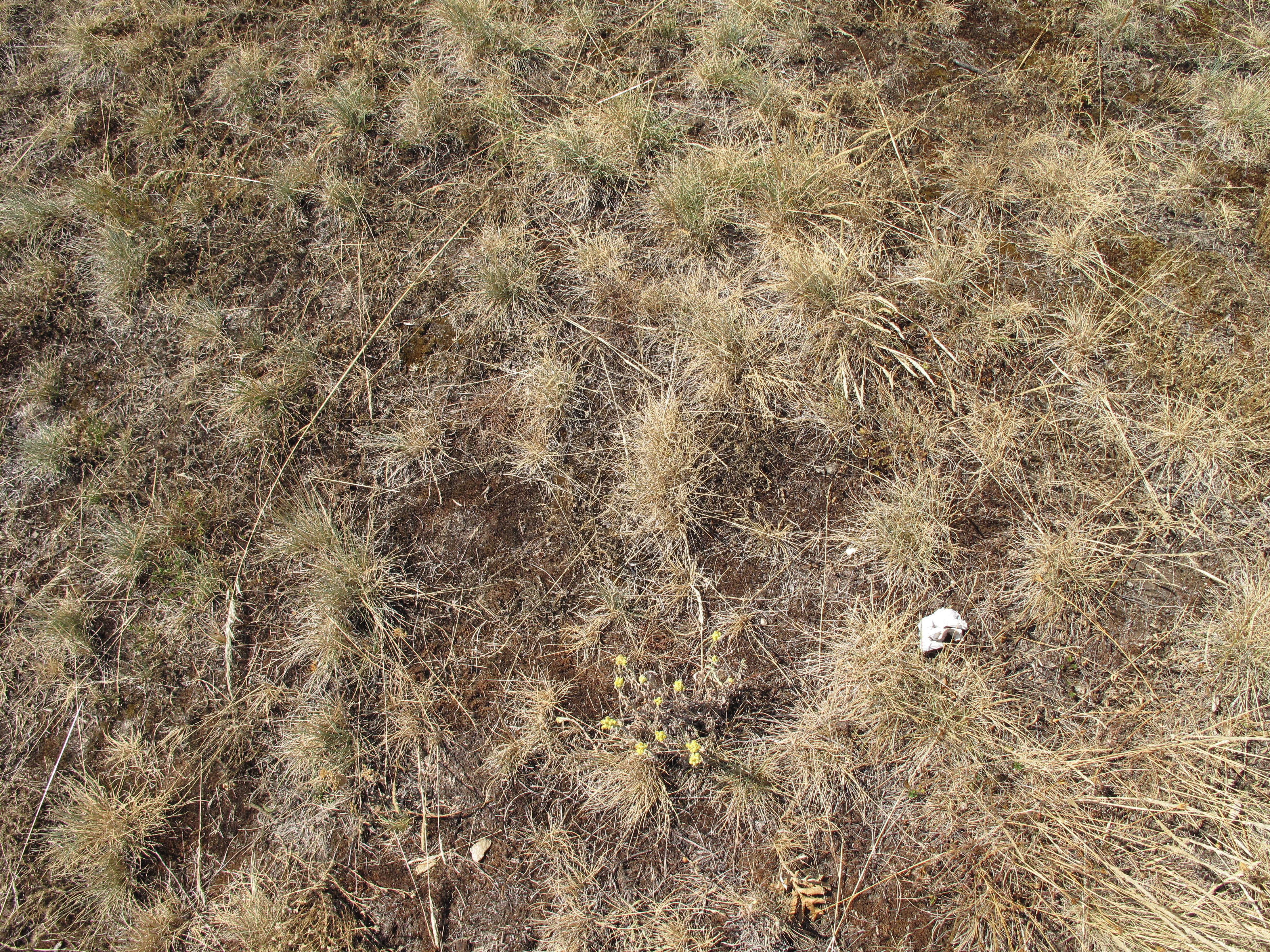
Zaschlý trávník
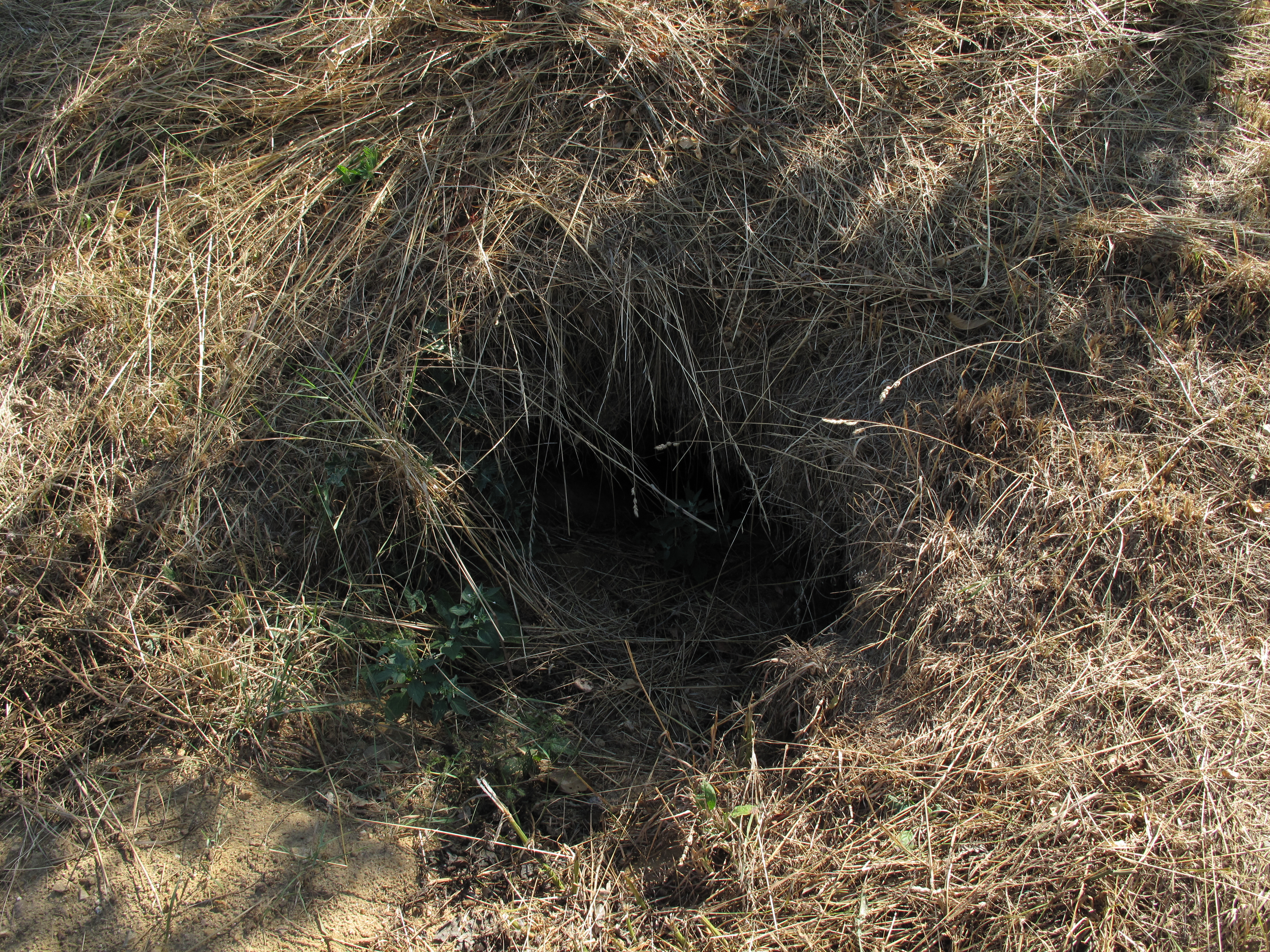
Nora
- Kozy ve výběhu